# 兴安毛茛
兴安毛茛（学名：Ranunculus japonicus var. smirnovii）为毛茛科毛茛属下的一个变种。

## 扩展阅读
- 維基物種上的相關：兴安毛茛